# 田村麻実 (アナウンサー)
田村 麻実（たむら まみ、1984年8月20日 - ）は、日本のフリーアナウンサー。
愛媛県松山市出身。松山東高校、青山学院大学理工学部卒業。

## 略歴
2008年にNHK高知放送局に契約キャスターとして採用され、夕方のニュース番組でリポーターなどを務めた。
2010年9月末でNHK高知放送局を退局、翌10月1日に地元のテレビ愛媛に入社した。入社当日、いきなり『まる生金曜日』の台本を渡され、夕方の本番に臨んでいる。
2012年3月末にてテレビ愛媛を退職。同年6月にとちぎテレビに移籍して局アナ活動を再開。2014年3月末にてとちぎテレビを退職。同年4月にあいテレビに移籍。2年ぶりに他局ではあるが愛媛でのアナウンサー活動となった。
2016年3月であいテレビを退職。以降フリー転向し、東京のアナウンサー事務所「シー・フォルダ」に所属、
日経CNBCで経済キャスターを務める。
日本工学院クリエーターズカレッジ・声優演劇科の非常勤講師を務めている。

## 担当番組

### NHK高知時代
- 高知まるごと情報市
- こうち情報いちばん
- お元気ですか日本列島
- おはよう日本
- おはよう四国
- 西日本の旅

### テレビ愛媛時代
- まる生金曜日

### とちぎテレビ時代
- ニュースワイド21（2012年6月 - 2014年3月） - 月 - 水曜担当

### あいテレビ時代
- NEWSキャッチあい

### フリー転向後
- 日経CNBC
  - 朝エクスプレス・マーケッツVoice
  - ハーフタイムリポート〜前引け情報〜
  - FX経済研究所
  - ビジネスヘッドライン